# Museo Memorial de la Resistencia

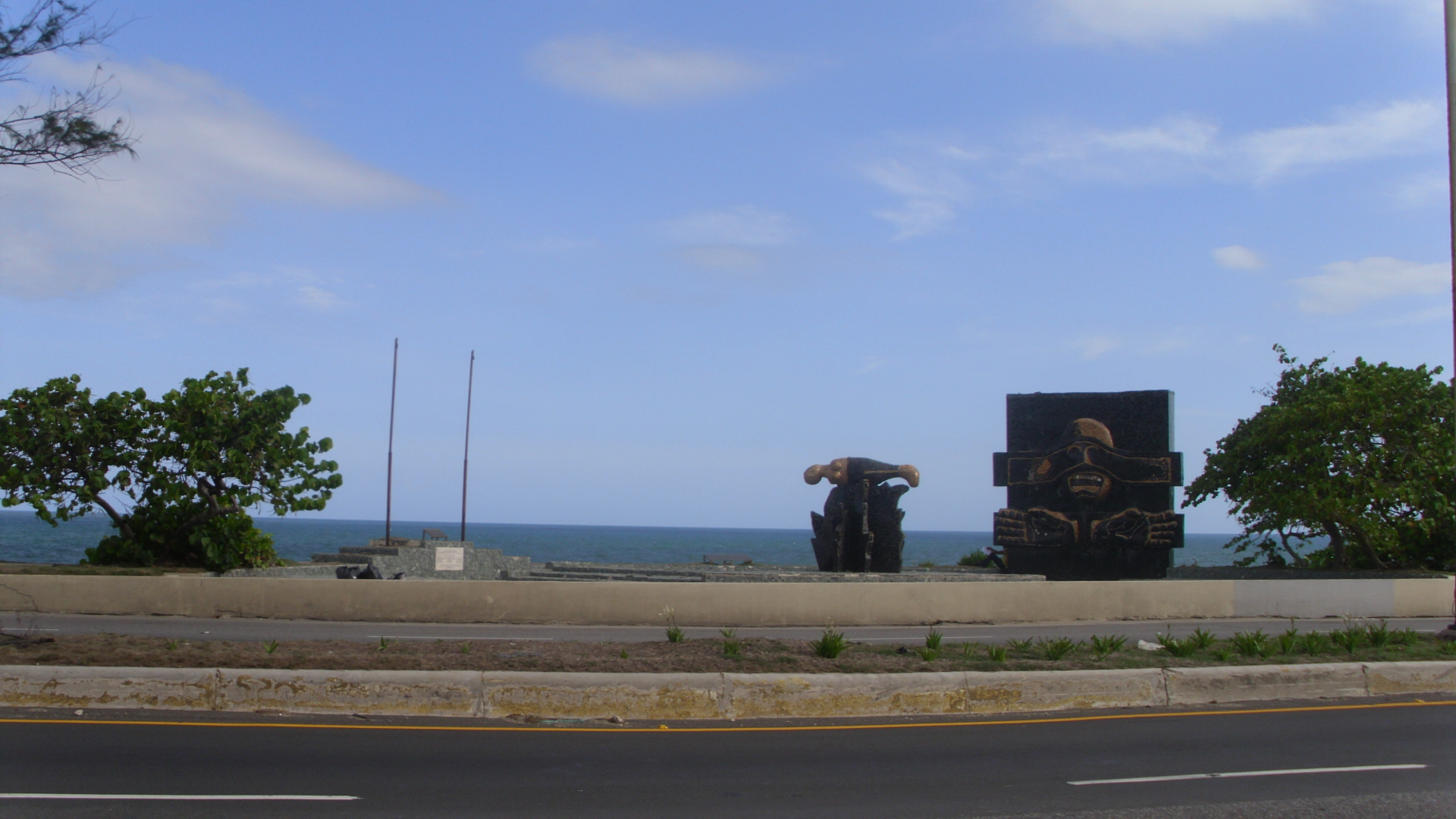
Monument voor het verzet tegen onderdrukking

Museo Memorial de la Resistencia Dominicana is een museum ter nagedachtenis aan de slachtoffers die zijn gevallen tijdens het bewind van de Dominicaanse dictator Rafael Trujillo. Het museum werd opgericht bij Decreet No.287-07 en bevindt zich aan de Arzobispo Nouel 210 in Santo Domingo de Guzmán.
In het kort is haar taak het verzamelen, onderhouden en tentoonstellen van goederen van het materiële en immateriële erfgoed van de natie voor de strijd van verschillende generaties Dominicanen tijdens de dictatuur van Trujillo, zijn antecedenten en zijn gevolgen.
Het museum is ingericht voor studie van scholen, politie en strijdkrachten en voor het grote publiek. Het is een behuizing voor herdenking, maar ook een onderwijsinstelling gewijd aan de waarde van het leven en het fundamentele recht op vrijheid, het recht op handelen en het uiten van ideeën, zonder angst voor verlies van gezin, waardigheid of leven.
Er wordt gebruikgemaakt van moderne audiovisuele middelen, aangevuld met relevante voorwerpen. Daarbij is als een verlengstuk opgenomen het locatieherstel van Cárcel del 9 (gevangenis 9) als een integraal onderdeel daarvan.
Het museum heeft ook een permanente tentoonstelling en videopresentatie in het metrostation Centro del Héroes.

## Geschiedenis
De directeur Manolo Tavárez van het museum de Faro a Colón werd in februari 1995 bezorgd over de toekomst van de eigendommen van Tony Mota Ricart, Gesta Expeditionary Constanza, Maimon en Estero Hondo van 14 en 20 juni 1959.
In 1999 werd duidelijk dat de Dominicaanse Republiek niet de behoefte had aan een ander museum, maar aan een "Memorial".
Het werd de belangrijkste doelstelling van stichting "Manolo Tavarez" die de ontwikkeling verder uitwerkte en samenwerkte met de Fundación Hermanas Mirabal, omdat zij dezelfde ideeën hadden over het creëren van een historisch museum.
Het plan werd ook gesteund door de minister van Onderwijs en Cultuur.
In de zomer van 2000 bood de president van Stichtingen "Casa de las Fundaciones" in calle Isabel la Católica aan, het museum daar te installeren.
In 2001 nodigde de stichting "Manolo Tavarez" zeven andere patriottische stichtingen uit om in het "Casa" het idee van het Museo Memorial de la Resistencia voor te leggen.
Daarnaast vond de oprichting van de "Federación de Fundaciones Patrioticas" plaats, met als doel de samenvoeging van de organisaties en het bevorderen van het herdenkingsmuseum.
Het project werd bekend bij nationale en internationale instellingen, kreeg financiële steun van de ambassadeur voor Cultuurbehoud voor de digitalisering van de collectie en opende daarmee de deur naar de mogelijkheid van de kwalificatie "Programa Memoria del Mundo". Een bijzondere steun was de registratie als "Memoria del Mundo" door de UNESCO in juli 2009.

## Instelling en erkenning
In 1999 werd door de International Council of Museums (ICOM) tijdens haar Algemene Vergadering in Barcelona, het Comité Internacional de Museo Memorial para Víctimas de Crímenes Públicos y de Lesa Humanidad (Internationaal comité van het herdenkingsmuseum voor slachtoffers van politieke misdaden en misdaden tegen de menselijkheid) opgericht en erkenden het Museo Memorial de la Resistencia als een ander type museum, met een eigen kenmerken en zeer speciale missie.
Het Memorial Museum van het Dominicaanse Verzet werd aanvaard als lid van de Coalición Internacional de Museos de Sitios Históricos de Conciencia, dat een netwerk is van musea met onderwerpen als genocide, mensenhandel, staatsterrorisme, totalitarisme, enz.., met het doel de bewustwording en dialoog te stimuleren over humanitaire en democratische waarden.
- Library of Congress Control Number: no2014080447
- Virtual International Authority File: 309838608